# Zohar Manna
Zohar Manna (* 17. Januar 1939 in Haifa; † 30. August 2018 in Netanja) war ein israelisch-US-amerikanischer Informatiker. Er war Professor an der Stanford University.
Manna studierte am Technion in Haifa mit dem Bachelorabschluss 1961 und dem Masterabschluss 1965. Er wurde 1968 bei Robert W. Floyd (und Alan Perlis) an der Carnegie Mellon University promoviert (Termination of algorithms). Er war seit 1968 Professor in Stanford und außerdem seit 1972 Professor am Weizmann-Institut.
Er befasste sich unter anderem mit der Logik von Programmen, temporaler Logik und deren Anwendung in der Verifikation reaktiver Systeme.
1992 erhielt er den ersten Friedrich L. Bauer-Preis, 2016 mit Richard Waldinger den Herbrand Award. Er war Fellow der Association for Computing Machinery. 1968 war er Guggenheim Fellow.

## Schriften
- mit Aaron R. Bradley The calculus of computation: decision problems with applications to verification, Springer Verlag 2007
- The mathematical theory of computation, McGraw Hill 1974, Reprint Dover 2003
- mit Richard Waldinger The deductive foundations of computer programming, Addison-Wesley 1993
- mit Amir Pnueli The temporal logic of reactive and concurrent systems. Specification, Springer Verlag 1992
- mit Amir Pnueli Temporal verification of reactive systems: safety, Springer Verlag 1995